# 別列佐瓦羅夏
51°57′10″N 32°36′19″E / 51.95278°N 32.60528°E
別列佐瓦羅夏（烏克蘭語：Березова Роща），是烏克蘭北部的村莊，隸屬切爾尼希夫州的諾夫霍羅德-錫韋爾斯基區。該村始建於1963年，面積0.22平方公里，2001年人口43，人口密度每平方公里195.45人。